# Embraer E-Jets E2
La Familia Embraer E-Jet E2 es una familia de aeronaves bimotor de fuselaje estrecho de medio alcance desarrollado por la compañía aeroespacial brasileña Embraer, reemplazando a sus antecesores de la familia Embraer E-jet. Las tres variantes comparten las secciones de fuselaje con diferentes longitudes y tres nuevos tipos de alas, motores de turbina Pratt & Whitney PW1000G en dos tamaños distintos, mandos de tipo fly-by-wire con nueva aviónica, y una actualización de cabina con bandejas portaequipajes un 40% más grandes. las mejoras anunciadas por asiento son una reducción de entre el 16 y el 24% en consumo de combustible y un 15–25% en costes de mantenimiento.
Presentado en el Salón Aéreo de París en 2013, los Embraer E-Jets E2 tienen prevista su primera entrega en 2018. El E190-E2 efectuó su primer vuelo el 23 de mayo de 2016.

## Desarrollo
En noviembre de 2011, Embraer anunció que centraría su atención en el renovado de las versiones de la familia E-Jet, en lugar de centrarse en el diseño de un avión totalmente nuevo como había hecho hasta el momento.
La nuevas variantes estarían mejor posicionadas para competir con el Bombardier CSeries, y contarían con nuevos motores de mayor diámetro que ofrecerían mejoras en el consumo específico de combustible, así como un tren de aterrizaje ligeramente más alargado y posiblemente un nuevo ala de aluminio o fibra de carbono.
Embraer llamó a este nuevo desarrollo "la segunda generación de E-jets".
El primer E-Jet E2, un E190-E2, salió de la planta de producción el 25 de febrero de 2016 y efectuó su primer vuelo el 23 de mayo en São José dos Campos. Voló durante tres horas y veinte minutos a 0,82 Mach ascendiendo hasta los 41.000 pies, con el tren de aterrizaje replegado así como los flaps, y con los mandos electrónicos de tipo fly-by-wire funcionando de manera normal. Efectuó su primer vuelo antes de la fecha inicialmente prevista que era en la segunda mitad de 2016 reduciendo el tiempo de consecución de los objetivos lo que podría suponer que la primera entrega tuviese lugar en el primer trimestre de 2018. El avión presenta un peso inferior al establecido y los otros dos prototipos tenían previsto volar en menos de un año.
El segundo prototipo efectuó su primer vuelo el 8 de julio de 2016. El vuelo de 2h 55m transcurrió sin incidencias. El primer E-Jet E2 voló de Brasil al Salón Aéreo de Farnborough sólo 45 días después de su primer vuelo, demostrando así una gran madurez y confianza en el diseño. En abril de 2017, se habían completado 650h de pruebas de vuelo y con el programa transcurriendo según lo programado, Embraer garantizó un 99% de fiabilidad en el diseño tras un año de pruebas.

## Diseño
GE Aviation, Pratt & Whitney, y Rolls-Royce fueron los posibles proveedores de motores. En enero de 2013, Embraer anunció que había seleccionado el motor turbofán PW1000G de Pratt & Whitney como la única unidad de potencia disponible para su segunda generación de la familia de aviones E-Jet. Honeywell Primus Epic 2 fue así mismo seleccionado como el paquete de aviónica del aparato Moog Inc fue seleccionado para proveer el sistema de control de vuelo principal.
Comparado con la generación de E-Jet anterior el E2 presenta un «circuito cerrado» de líneas de control de tipo fly-by-wire que, según Embraer, reducen el peso, mejoran el consumo de combustible, aumentan el control e incrementan la seguridad mediante un entorno de protección completa en todas las fases del vuelo. Los analistas cifraron la mejoría de consumo de combustible en un 1,5% por el control de circuito cerrado fly-by-wire que se iba a instalar ya que los cambios de diseño mejorarían la estabilidad de vuelo con un aumento de sustentación (fuerza descendente por el descenso de la cola) y de los ahorros de peso así como una reducción en la fricción basada en el 26% del descenso de tamaño del estabilizador horizontal (estabilizador de cola).
La familia E2 tiene un nuevo ala y tren de aterrizaje. En el E190-E2, de la reducción del 16% del consumo de combustible, el 11% procede del diseño del motor turbofán, el 3,5% de la mejoría aerodinámica del nuevo ala con una mayor relación de aspecto y un 1,5% del fly-by-wire, gracias al estabilizador horizontal de 23,23 metros cuadrados en comparación con los 26,01 de los anteriores E190/195.

## Componentes
Estados Unidos -  Francia

### Electrónica
| Sistema                                 | País                      | Fabricante            | Notas                                                                               |
| --------------------------------------- | ------------------------- | --------------------- | ----------------------------------------------------------------------------------- |
| Entorno de desarrollo basado en modelos | Bandera de Francia        | Esterel Technologies  | SCADE                                                                               |
| Sistema primario de control de vuelo    | Bandera de Estados Unidos | Moog Inc.             | Triple FBW digital. Bucle completamente cerrado. 3 computadoras con 2 CPUs cada una |
| Sensores inteligentes multifunción      | Bandera de Estados Unidos | UTC Aerospace Systems | 2 pares de SmartProbes                                                              |
| Sistema integrado avanzado de aviónica  | Bandera de Estados Unidos | Honeywell             | Primus Epic 2                                                                       |
| CPUs del Primus Epic 2                  | Bandera de Estados Unidos | Intel                 | Core i7                                                                             |
| TAWS                                    | Bandera de Estados Unidos | Honeywell             | EGPWS                                                                               |
| SmartLanding (opción)                   | Bandera de Estados Unidos | Honeywell             | EGPWS                                                                               |
| SmartRunway (opción)                    | Bandera de Estados Unidos | Honeywell             | EGPWS                                                                               |
| ACAS II                                 | Bandera de Estados Unidos | Honeywell             | CAS-100C                                                                            |

### Propulsión
| Sistema | País                      | Fabricante      | Notas       |
| ------- | ------------------------- | --------------- | ----------- |
| Motor   | Bandera de Estados Unidos | Pratt & Whitney | 2 × PW1000G |

## Variantes

### E175-E2
El modelo E175-E2 con capacidad para 80 asientos es el más pequeño de la familia E-Jet de segunda generación. El E175-E2 será ampliado con una fila de asientos respecto al E-175, aumentando su longitud hasta los 32,3 metros y permitirá acomodar hasta a 90 pasajeros. Su primera entrega estaba programada para 2020 pero su entrada en servicio se ha visto retrasada hasta 2021 ya que supera el límite de peso de muchas de las cláusulas de protección de las aerolíneas tradicionales estadounidenses (su mercado mayoritario) al contrario de lo que ocurría con el actual E175.

### E190-E2
El E190-E2 tiene el mismo tamaño que el E-190, que puede contar hasta con 114 asientos. El E190-E2 entró en servicio el 24 de abril de 2018, con la empresa noruega Widerøe, en sustitución de sus Bombardier Dash 8 .

### E195-E2
El E195-E2 compite con el Airbus A220. En febrero de 2016, Embraer anunció que había decidido aumentar la envergadura del E195-E2 en 1,4 metros para obtener una mayor sustentación, lo que llevaría aparejado un aumento del peso máximo al despegue de 2.000 kilogramos para aumentar el alcance en 835 kilómetros (450 millas) si el despegue se produjese a nivel del mar, y en 465 kilómetros (250 millas) en condiciones hot and high.
La variante rodó por primera vez el 7 de marzo de 2017 y se confirmó que Azul será el cliente de lanzamiento. Voló por primera vez el 29 de marzo de 2017, antes de lo inicialmente previsto que era en la segunda mitad del año. Embraer presentó el modelo en el Salón Aéreo de París en junio de 2017, estando prevista su entrada en servicio en la primera mitad de 2019. Será ampliado con tres filas más respecto al E-195 aumentando su longitud en 2,85 metros, y podrá contar con hasta 144 asientos.

## Pedidos
Embraer lanzó oficialmente el programa Embraer E-Jet E2 durante el 50° Salón Aéreo Internacional de París. El programa fue presentado contando con la aerolínea norteamericana de vuelos regionales SkyWest Airlines y la compañía de leasing ILFC. Skywest es el cliente de lanzamiento del Embraer E175-E2, habiendo realizado la aerolínea un pedido por 100 Embraer E175-E2, con derechos de compra por 100 aparatos del mismo tipo, lo que podría suponer contar con hasta 200 aeronaves. El pedido está valorado en 9.360 millones de dólares. ILFC es el cliente de lanzamiento tanto del Embraer E190-E2 como del Embraer E195-E2, habiendo firmado la compañía una carta de intenciones por 100 aparatos en total. El pedido en potencia se compone de 25 aeronaves en firme y 25 opciones por el Embraer E190-E2, y 25 pedidos en firme y 25 opciones por el E195-E2. Embraer también recibió cartas de intenciones por 65 E-Jet E2 por parte de clientes no revelados de África, Asia, Europa y Sudamérica. Las cartas de intenciones se componen de 15 pedidos en firme y 50 opciones por los aparatos.
Un mes después del Salón Aéreo de París, ILFC firmó un pedido por 50 E-Jets E2 (25 E190-E2 y 25 E195-E2), con opciones a 25 E190-E2 y 25 E195-E2, haciendo que el pedido en potencia alcanzase las 100 aeronaves.
El 13 de febrero de 2014, la compañía india Air Costa anunció un pedido por 50 E-Jets E2 con opción a 50 más. El pedido incluye 25 E190-E2 y 25 E195-E2s, y opciones por 25 E190-E2 y 25 E195-E2. Con este pedido, el total de E-Jets E2 pedidos alcanzó los 200 aparatos en firme y  las 200 opciones desde el lanzamiento del programa E2. Sin embargo, Air Costa quebró poco después y Embraer ha cancelado el pedido.
Durante la semana del Salón Aéreo Internacional de Farnborough, la aerolínea brasileñaAzul Brazilian Airlines anunció un pedido de EJet-E2. Azul firmó una carta de intenciones por 50 Embraer E195-E2 (30 en firme, 20 opciones).
El 17 de julio de 2014, la filial de Hainan Airlines, Tianjin Airlines, anunció un pedido en firme por 20 Embraer E190-E2, con opción a 20 más del mismo tipo.
El 16 de enero de 2017, Widerøe anunció un pedido en firme por tres Embraer E190-E2, con opción a doce aeronaves más de la serie E2. El precio del pedido podría rondar los 873 millones de dólares, si bien este extremo no ha sido confirmado por Widerøe.

### Pedidos en firme

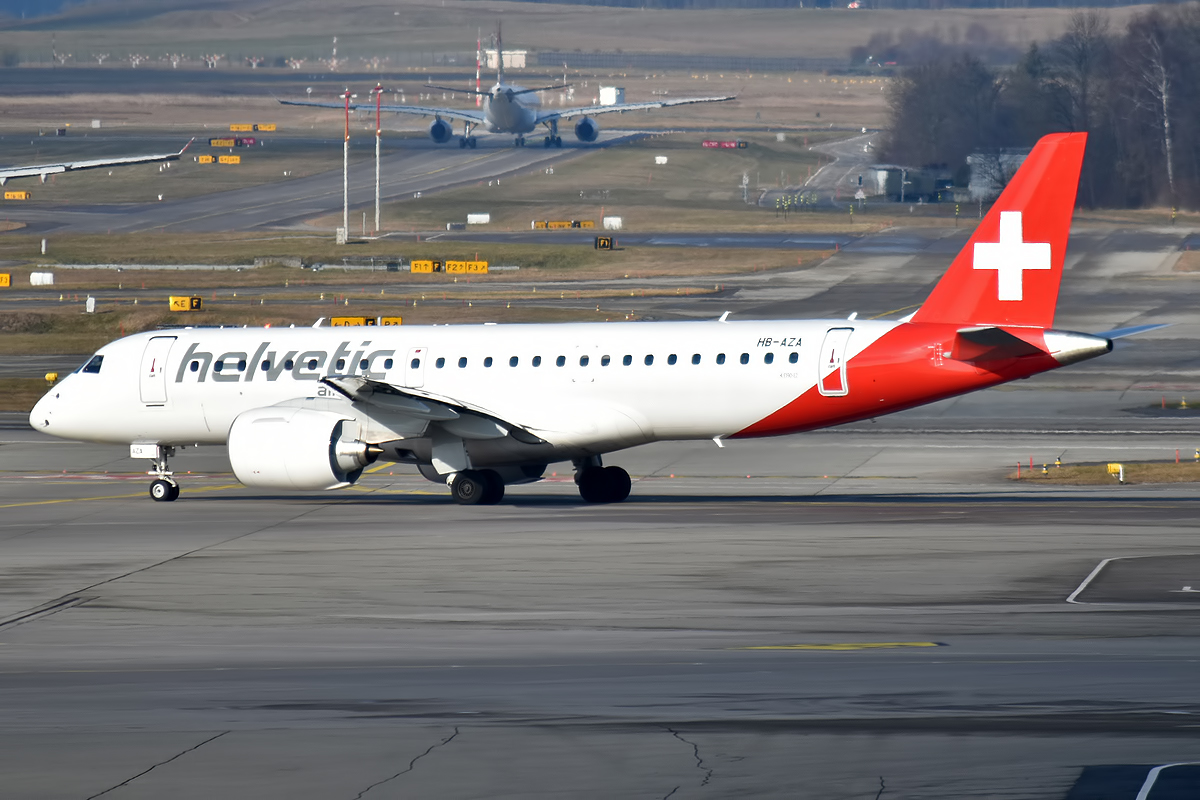
Un E190-E2 de Helvetic Airways

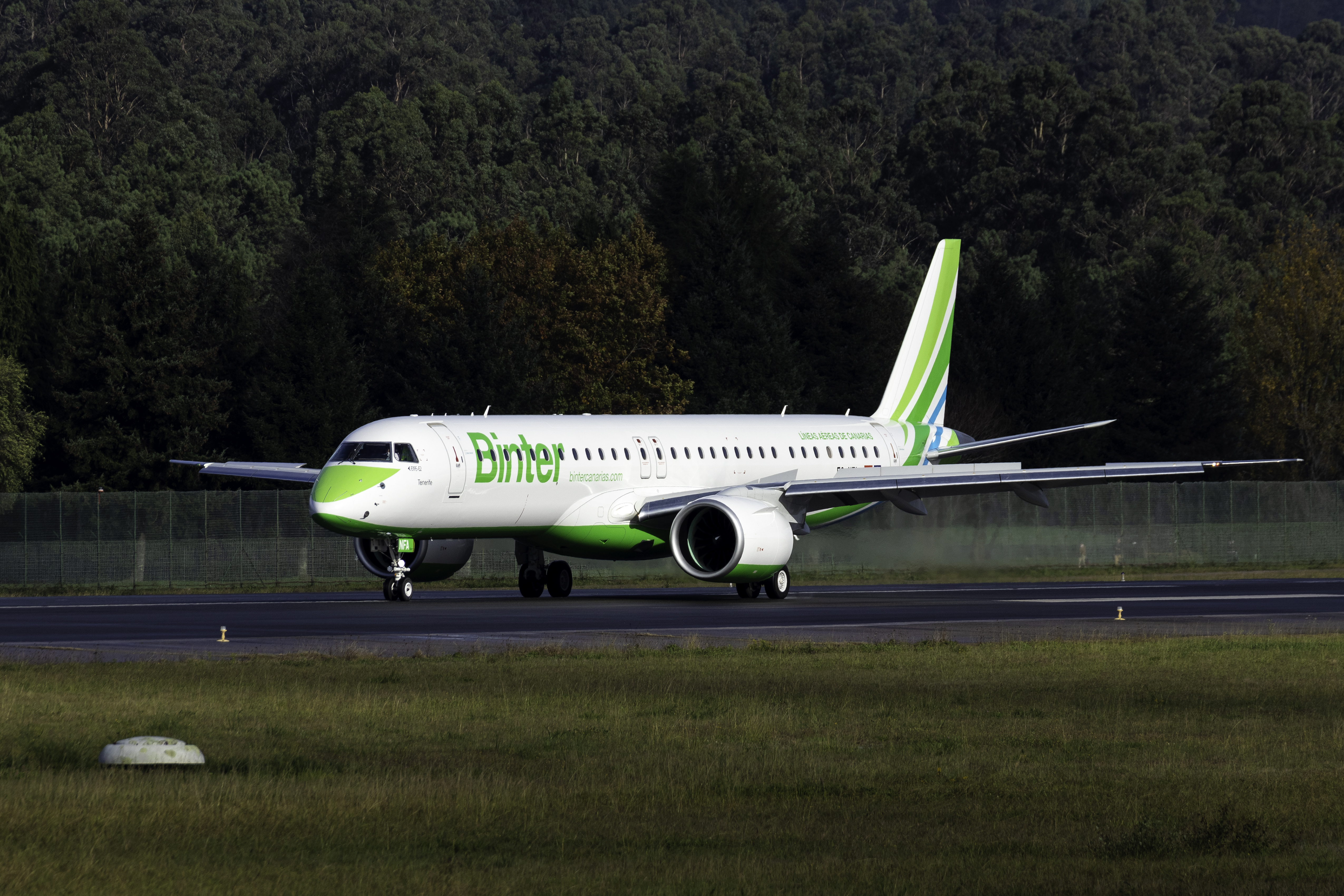
Un E195-E2 de Binter en el aeropuerto de Vigo

| Fecha del pedido inicial | País           | Cliente              | Tipo            | Tipo    | Tipo             | Pedidos |
| Fecha del pedido inicial | País           | Cliente              | E175-E2         | E190-E2 | E195-E2          | Pedidos |
| ------------------------ | -------------- | -------------------- | --------------- | ------- | ---------------- | ------- |
| 17 de julio de 2013      | Estados Unidos | AerCap               | -               | 5       | 45               | 50      |
| 17 de julio de 2014      | China          | ICBC                 | -               | -       | 10               | 10      |
| 21 de mayo de 2015       | Brasil         | Azul                 | -               | -       | 51               | 51      |
| 15 de junio de 2015      | Estados Unidos | Aircastle            | -               | 2       | 23               | 25      |
| 11 de enero de 2017      | Noruega        | Widerøe              | -               | 3       | -                | 3       |
| 26 de septiembre de 2018 | Suiza          | Helvetic Airways     | -               | 8       | 4                | 12      |
| 16 de octubre de 2018    | España         | Binter               | -               | -       | 16               | 16      |
| 18 de diciembre de 2018  | Kiribati       | Air Kiribati         | -               | 2       | -                | 2       |
| 3 de abril de 2019       | Nigeria        | Air Peace            | -               | -       | 13 (17 opciones) | 13      |
| 12 de noviembre de 2019  | Países Bajos   | KLM Cityhopper       | -               | -       | 25               | 25      |
| 26 de mayo de 2020       | Congo          | Congo Airways        | -               | 2       | 2                | 4       |
| 23 de abril de 2021      | Canadá         | Porter Airlines      | -               | -       | 30 (50 opciones) | 30      |
| 19 de julio de 2022      | Canadá         | Porter Airlines      | -               | -       | 50 (50 opciones) | 50      |
| 19 de julio de 2022      | Estados Unidos | Alaska Airlines      | 8 (13 opciones) | -       | -                | 8       |
| 2 de junio de 2024       | México         | Mexicana de Aviación | -               | 10      | 10               | 20      |
| Total                    | Total          | Total                | 8               | 32      | 238              | 278     |

Notas
1. ↑  Cliente de lanzamiento de la variante E195-E2.
2. ↑  Cliente de lanzamiento de la variante E190-E2.
3. ↑  Cliente europeo de lanzamiento de la variante E195-E2.

## Operadores

### Actuales Operadores
- Porter Airlines: 41[54]
- Azul Linhas Aéreas Brasileiras: 23[55]
- KLM Cityhopper: 18[56]
- Binter Canarias: 15[57]
- Helvetic Airways: 12[58]
- Embraer: 7[59]
- Air Peace: 5[60]
- Air Astana: 5[61]
- TUI fly Belgium: 3[62]
- Widerøe :3[63]
- Placar Linhas Aéreas: 1[64]
- Air Kiribati: 1[65]
- Pionair Australia: 1[66]

### Antiguos Operadores

#### Europa
Bielorrusia
- Belavia (3)[67]

## Especificaciones
| Variante                          | E175-E2                                    | E190-E2                                      | E195-E2                                         |
| --------------------------------- | ------------------------------------------ | -------------------------------------------- | ----------------------------------------------- |
| Tripulación                       | 2 pilotos                                  | 2 pilotos                                    | 2 pilotos                                       |
| Capacidad                         | 88Y @ 31” (HD : 90) 80 (8J @36” +72Y @31”) | 106Y @ 31” (HD : 114) 97 (9J @36” +88Y @31”) | 132Y @ 31” (HD : 146) 120 (12J @36” +108Y @31”) |
| Longitud                          | 32,4 m (106,3 pies)                        | 36,2 m (118,8 pies)                          | 41,5 m (136,2 pies)                             |
| Altura                            | 9,98 m (32,7 pies)                         | 11 m (36,1 pies)                             | 10,9 m (35,8 pies)                              |
| Envergadura                       | 31,0 m (101,7 pies)                        | 33,7 m (110,6 pies)                          | 35,1 m (118,44 pies)                            |
| Superficie alar                   |                                            | 103 m² (1.110 pies cuadrados)                |                                                 |
| Relación de aspecto               |                                            | 11,03                                        |                                                 |
| Peso máximo al despegue           | 44.800 kg (98.767 lb)                      | 56.200 kg (123.900 lb)                       | 61,500 kg (135,584 lb)                          |
| Peso máximo al aterrizaje         | 40.000 kg (88.185 lb)                      | 48.730 kg (107.431 lb)                       | 54.030 kg (119.116 lb)                          |
| Carga útil                        | 10.600 kg (23.369 lb)                      | 13.080 kg (28.836 lb)                        | 16.150 kg (35.605 lb)                           |
| Distancia de despegue a MTOW      | 1.900 m (6.234 pies)                       | 1.650 m (5.413 pies)                         | 1.880 m (6.168 pies)                            |
| Distancia de aterrizaje a MLW     | 1.300 m (4.265 pies)                       | 1.315 m (4.314 pies)                         | 1.400 m (4.593 pies)                            |
| Velocidad máxima                  | Mach 0,82, 470 kn (870 km/h; 540 mph)      | Mach 0,82, 470 kn (870 km/h; 540 mph)        | Mach 0,82, 470 kn (870 km/h; 540 mph)           |
| Alcance (1a clase, a plena carga) | 2060 nmi (3815,1 km)                       | 2800 nmi (5185,6 km)                         | 2450 nmi (4537,4 km)                            |
| Techo de vuelo                    | 41 000 pies (12 496,8 m)                   | 41 000 pies (12 496,8 m)                     | 41 000 pies (12 496,8 m)                        |
| Motores                           | 2× Pratt & Whitney PW1715G                 | 2× Pratt & Whitney PW1919G/21G/22G/23G       | 2× Pratt & Whitney PW1919G/21G/22G/23G          |
| Diámetro del motor                | 56 plg (142 cm)                            | 73 plg (185 cm)                              | 73 plg (185 cm)                                 |
| Empuje por motor                  | 15.000 lbf (67 kN)                         | 19.000–23.000 lbf (85–102 kN)                | 19.000–23.000 lbf (85–102 kN)                   |